# 아웃사이더 (래퍼)
아웃사이더(Outsider, 본명: 신옥철, 1983년 3월 21일 ~ )는 대한민국의 래퍼이다. 과거 Sniper Sound 및 Buddha Baby 크루 소속으로, Blockbuster Records 및 Blockbuster Records를 계승한 아싸 커뮤니케이션의 설립자이기도 하다. 특히 "누구보다 빠르게, 남들과는 다르게"라는 가사를 트레이드 마크로 한 그의 빠른 랩 스타일은 힙합 매니아들은 물론 일반인들의 관심과 '도전 욕구'를 자극하고 있다. 인덕대학 영어과는 현재 휴학 중이며, 2010년 12월 21일에 군대에 입대했으며 강원도 원주 제1야전군 사령부 군악대 소속으로 복무하였다. 2012년 9월 24일 제대했다.

## 학력
- 서울장안초등학교 (졸업)
- 구의중학교 (졸업)
- 건국대학교사범대학부속고등학교 (졸업)
- 경희사이버대학교 문화예술경영학과 (재학)

## 일생

### 데뷔 초기
아웃사이더는 어렸을 적부터 음대 작곡과 출신인 아버지와 재즈 피아노를 전공한 형 등 음악적인 가족 분위기 속에서 자연스레 음악을 접하게 되었다. 그는 원래 언론인이 되기를 꿈꿨으나, "어떤 형식적인 제약이나 틀 없이 자유롭게 자신의 신념과 생각을 표현할 수 있는 음악"인 힙합을 만난 후로는 힙합 음악을 하기로 결정하였다. 첫 음악활동은 1999년 여름 건대부고 재학 중의 일로, 같은 학교 친구였던 문전호 (현 LMNOP)와 배명식과 함께 3인조 반쪽날개를 결성한 것이다. 반쪽날개는 청소년문화제 등 다양한 공연활동을 하다가 2001년 대학진학 및 멤버들의 사정 때문에 활동이 정지되었다.
이후 인덕대학교 영어과에 진학한 그는 2002년 힙합 동아리 I.D. Technic의 창설 멤버가 되었다. 2003년에는 MC.HA, Flow와 반쪽날개의 멤버들과 함께 〈편지〉라는 곡을 작업하였으며, 이 곡은 밀림 인기차트에서 7주간 1위를 하면서 어느 정도 이름을 알리게 되었다. 이로부터 1년 후, 그의 데뷔 앨범 Come Outside가 발표되었으며, 지금과는 다른 날카로운 하이톤을 구사하였다. 이 앨범은 큰 반향을 얻어내는데는 실패하였다.

### 스피드 스타의 시작
앨범 발매 후 클럽 Slug.er를 주축으로 공연에 매진하면서 크게 모습을 드러내지 않던 그는, 점차 그만의 빠른 랩 스타일을 확립해나가기 시작하였으며, 처음 그런 플로우를 Sunday 2PM의 데뷔 EP에 참여하여 선보였다. 또 2005년 12월에는 정규 앨범 준비 중임을 알리며, 자신이 9초에 120음절의 랩을 뱉을 수 있다는 것과 한국기록원과 영국 기네스세계기록원에 "가장 빠른 랩" 부문에 도전을 준비 중인 것이 밝혀져 큰 화제를 불러일으켰다. 기사가 뜬지 며칠 지나지 않아 공개된 DS Connexion 앨범 참여곡 Listen Up에서, 그는 이제까지의 어떤 곡보다 빠른 랩을 선보여서 스피드 래퍼의 입지를 굳혔다.
그의 활동은 2006년 2월 싱글 Speed Star가 발매되면서 본격화되었다. 〈연인과의 거리〉를 내세워 활동하는 한편, 031 Project, Amigo 등 클럽 Slug.er에서 같이 활동하는 동료 뮤지션들과 CSP, 매슬로 등이 있는 Soul Connection 소속 뮤지션들의 앨범에 참여하고, 각종 공연 무대에 오르는 등 바쁜 나날을 보냈다. 그러면서 주변 뮤지션들과 함께 힙합 레이블 Blockbuster Records를 창립하여 CEO로 활동하기도 했다.

### 스나이퍼 사운드와 계약
Speed Star 싱글 발매 후 많은 기획사에서 러브콜을 받은 그는, 2006년 11월 Sniper Sound와 계약을 맺어 팬들을 깜짝 놀라게 하였다. 이는 이미 클럽 Slug.er 활동을 통해 친해진 배치기를 통해 MC Sniper와의 대화 자리가 마련되어 이루어진 일이었다. 처음에는 Sniper Sound와만 계약을 맺은 것이었으나, 점차 시간이 지나면서 자연스럽게 그들의 크루 Buddha Baby에도 들어가게 되었다. Sniper Sound에 들어간 이후 그는 1집 작업에 새로이 착수했으며, 그 와중에 "가장 빠른 랩" 부문 국내 최고 기록 '17.1음절/초'를 세워 또 한 번 팬들을 놀라게 하였다. 또, 진실게임, 오천만의 일급비밀 등 TV 프로 출연과 KT SHOW 광고 출연 등으로 1집 발매 이전에 대중들에게 이름을 알렸다.

### 1집 데뷔로부터 군입대까지
2007년 10월 나온 그의 첫 앨범 Solilquist는 애당초 힙합 매니아와 대중들의 기대를 안고 발매된 앨범이었으나, 힙합 매니아들 사이에서는 큰 실망을 불러왔다. 이유는 Outsider 특유의 속도를 강조한 랩으로 인해, 다양한 플로우나 라임을 보여주지 못해 랩이 단조로워졌다는 것이 첫째였고, MC Sniper 특유의 "답답한 비트" 등 "음악적인 변질"을 이유로 비판하는 이들도 많았다. Outsider는 2집 발매 이후 당시의 의견에 대해 "어떤 편협된 편견에 휩싸여서 그런 이야기들이 떠도는 게 안타까웠고, 무엇보다 제일 안타까웠던 건 그런 편견까지도 바꿔놓을 수 있는 좀 더 확고한 제 음악을 들려드리지 못했다는 사실에 자존심이 상했다"고 밝혔다. 동시에 그는 1집을 "자부심은 있지만 자존심은 상한 앨범"이라고 평하였다.
2집 작업을 하면서도 여러 피처링 및 공연 활동을 멈추지 않았던 그는, 2009년 6월 1일 정규 2집을 발표하였으며, 이는 대중적으로나 매니아적으로나 성공을 거두어, 여러 스트리밍 사이트 가요 차트에서 1위를 하였고, 뮤직뱅크 k-차트에서도 3위를 기록하는 등 매니아들 사이에서도 발전한 모습을 보여준다는 평을 얻었다. 특히 타이틀곡 〈외톨이〉는 그가 지금까지 곡으로 시도한 랩 중에서는 가장 빠른 랩을 선보여 눈길을 끌었다. 이처럼 2집 활동은 승승장구했으나, 얼마 후 성대결절로 인해 갑작스럽게 활동은 끝을 맺었다. 휴식기를 끝낸 아웃사이더는 2.5집 미니 앨범 〈주변인:The Outsider〉를 발표하였다. 이 노래는 일반인들이 부르기 쉽도록 약간 느리게 불렀다고 밝힌 바가 있다. 슈퍼스타 K 출신 가수 정슬기는 〈주변인〉을 발라드 버전으로 불러 화제가 되었다.
2010년 10월 그는 세 번째 앨범 《주인공》을 발표하고 활동하였다. 이에 앞서 Blockbuster Records의 컴필레이션 앨범 프로듀싱 및 1곡 피처링에 회사 보금자리를 잡는 등 Blockbuster Records 관련 일을 많이 하였다. 또, 미니홈피를 통해 기네스 기록을 21음절/초로 갱신했음을 알리기도 하였다. 12월 21일 그는 육군 현역병으로 입대하였고, "대한민국의 남자로서 신성한 국방의 의무를 성실히 수행하고자 입대를 결심하게 됐다"고 입대 소감을 전했다. 군복무 중이었던 3월 31일에는 한 여성과 6개월 간의 교제 끝에 결혼식을 올렸다.

### 아싸 커뮤니케이션즈 설립
아웃사이더는 9월 24일 제대하였으며, 제대 시 연예인으로써는 최초로 모든 육군 장병들의 역할모델을 발굴하는 상인 '참군인 상'을 수상하여 화제가 되었다.
제대 후 그는 Sniper Sound 안에서 새 앨범을 준비하는 한편, 군복무 기간 동안 해체된 Blockbuster Records를 잇는 아싸 커뮤니케이션을 설립하였다. 아싸 커뮤니케이션은 Blockbuster Records의 엔터테인먼트 사업부에 볼쇼이 아이스쇼 등 국내외 다양한 공연을 주관했던 공연 기획팀과의 합병을 통해서 기존 엔터테인먼트와는 차별화되는 문화 콘텐츠를 계발하겠다는 모토 아래 만들어졌으며, 여러 소속 아티스트 외에도 다양한 장르와 영역에서 활동하고 있는 국내외 33명의 작사, 작곡가들로 구성된 프로듀서 팀 "클래스S"와 TIP 크루, 라스트포원, 갬블러크루 등 비보이 팀들의 매니지먼트를 맡는 등 다양한 활동을 준비하고 있다. 6월에는 두 번째 시즌으로 방영되는 힙합 오디션 프로그램 《SHOW ME THE MONEY2》에 MC 메타 크루의 일원으로 심사위원의 자격으로 참여했다. 6월 26일 4집 앨범 발매에 앞서 싱글 2곡 〈슬피우는 새〉와 〈연인과의 거리 2〉를 발표하며 컴백하였고, 이 싱글은 각종 실시간 차트에서 1위를 석권했다. 그러나 이 시기에 스나이퍼 사운드와의 계약 조건을 놓고 벌어진 갈등이 화제가 되어 팬들에게 충격을 안기기도 하였다. 같은 해 7월, 그는 애당초 예정되었던 LP를 미니 앨범으로 축소하여 발매하였다. 한편 《SHOW ME THE MONEY 2》에서 그는 4차 본선에서 탈락하여 준결승에 진출하지 못하였다. 11월 28일에는 아싸 커뮤니케이션즈 컴필레이션 음반인 "Blue Christmas"를 발표하였다. 이후 두 차례 디지털 싱글을 발매하였으며, 2015년 3월 12일에는 5년 만에 정규음반인 4집 《오만과 편견》을 발표하였다.

### 쇼미더머니2 출연
아웃사이더는 쇼미더머니2에 출연한 적이 있다.

### 대표곡
운수 좋은 날, 편지, Motivation, Music Makes Me High, 연인과의 거리, 남자답게, 외톨이, 청춘고백, 주변인, 주인공, 슬피우는 새, Bye U, 손, 문신, 바람곁에, 20 (오만과 편견), 글래디에이터, Just the Way Your Are,구름

## 디스코그래피

### 솔로 앨범
- 2004년 1월 6일 Come Outside EP
- 2006년 2월 28일 Speed Star 싱글 앨범
- 2007년 10월 25일 Soliloquist LP
- 2009년 6월 1일 Maestro LP
- 2010년 3월 2일 주변인: The Outsider EP
- 2010년 10월 21일 주인공 LP
- 2013년 6월 26일 슬피우는 새 싱글 앨범
- 2013년 7월 23일 Rebirth Outsider 미니 앨범
- 2014년 5월 2일 손 싱글 앨범
- 2015년 1월 8일 별들의 전쟁(star warz) 싱글 앨범
- 2015년 2월 5일 문신 싱글 앨범
- 2015년 3월 12일 오만과 편견 LP
- 2015년 6월 2일 구름 싱글 앨범
- 2016년 4월 6일 피고 지는 날들 싱글 앨범
- 2016년 4월 18일 정규4집 리패키지 (Become Stronger) LP
- 2016년 11월 10일 카악 퉤 싱글 앨범

### 참여 및 합동 앨범
- 2009년 3월 2일 One Nation (컴필레이션)
- 2009년 9월 7일 《환타스틱 프로젝트 Vol. 1》 - 아웃사이더 & MC스나이퍼 & 호란 싱글 앨범
- 2010년 8월 27일 The Artist (조덕배 25주년 기념앨범)
- 2011년 1월 22일 애니메이션 고스트 메신저 O.S.T 오프닝 곡 - CONNEXION
- 2013년 11월 28일 아싸 커뮤니케이션즈 컴필레이션 앨범 《Blue Christmas》
- 2014년 7월 2일 아웃사이더 X 랩스타 싱글 앨범 《날씨가 좋아》
- 2015년 1월 8일 아웃사이더 X 트위스타 싱글 앨범 《Star Warz (별들의 전쟁)》
- 2015년 11월 28일 아웃사이더 X 투탁 싱글 앨범 《글래디에이터》
- 2016년 4월 13일 아웃사이더 X 타이미 싱글 앨범 《엘팬의 북소리》

## 출연작

### TV
- Mnet 《쇼미더머니 2》
- SBS 《놀라운 대회 스타킹》
- KBS2 《슈퍼맨이 돌아왔다》
- TV조선 《사랑의 콜센타》 게스트
- TV조선 《뽕숭아학당》 게스트
- MBC 에브리원《대한외국인》 게스트

### CF
- KTF SHOW ('110개국 로밍체험'편)
- 인텔 코어 i7 ('게임 그래픽'편)

## 스타일
그가 처음 낸 앨범인 Come Outside에 담긴 목소리는 매우 날카로운 하이톤이며, 지금과 같은 속사포 랩을 쉽게 찾아볼 수는 없으나, 마지막 트랙 곡인 Life Goes On에서는 어느 정도 빠르다 할 수 있는 랩을 보여준다. 이후로 그는 좀 더 안정적인 톤과 목소리를 만들려고 노력하였다. 초기에는 잘 드러나지 않았다고 해도, 그는 초반부터 빠른 랩의 매력을 종종 느껴왔으며, 빠른 랩을 하게 된 계기를 "나약함을 감추고 싶은 나 자신의 숙명"이라고 얘기하였다. 이를 위해서 그는 몇 년 간의 발음 연습은 물론, 꾸준한 운동을 통해 편한 호흡을 하는 법을 익혀왔다. 상당히 빠른 랩을 하는 것이 그의 스타일의 특징인만큼, 그의 발음은 매우 정확하여 많은 이들이 "속도에도 불구하고 내용이 거의 다 들린다"라고 평가하고 있으며, 전문가의 평가에서도 "모음은 불분명하게 발음되는 부분이 있으나 자음은 거의 100% 정확해, 일반 아나운서보다 발음이 좋은 편이다" 라는 얘기를 들었다. 힙합 팬들 사이에서도 아웃사이더의 스타일 같은 경우에는 호불호가 극명하게 갈리는 편이며, 아웃사이더의 스타일을 비판하는 편에서는 속사포 밖에 할줄 모르는 반쪽짜리라는 래퍼라는 평가를 하는 반면, 아웃사이더의 스타일을 호응하는 편에서는 기술만큼은 국내 최고 수준의 래퍼, 빠르기만 한 래퍼가 아닌 "빠르기도 한 래퍼"라는 평가를 한다.
한편으로 그는 음악을 통해 전달하고자 하는 메시지는 항상 "소통"이라며, 항상 진실되게 소통하기 위한 방법론을 연구한다고 밝혔다.

### 비판
속사포 랩은 빠른 만큼 가사가 빽빽히 한 마디에 들어차고, 그에 따라 밀고 당김으로 인해 만들어지는 "그루브"와 플로우의 다양성이 약해질 수 밖에 없는 단점이 있다. Outsider의 랩 역시 이러한 약점을 피하기 힘들었고, 곧 비판에 직면하였다. 다시 말해, Outsider가 비판받는 점은 첫째로 속사포 랩만을 강조함으로 인한 플로우 개성의 부족, 둘째로 속사포를 랩의 가장 중요한 요소처럼 보이게 하는 태도 등이었다. 이는, 그가 녹음을 할 때 분할 녹음을 많이 쓴다는 것과 (이것이 진짜 실력을 숨기기 위함이라고 의혹이 제기됨), Sniper Sound의 고질적인 문제로 지적되는 "답답한" 음악 스타일과 연계되어 더 많은 안티팬을 만들었다. 그로 인해서인지, 그의 앨범은 비평적으로는 (비록 2집이 1집보다 나아졌다는 평을 들었을지라도) 좋은 성적을 거두지 못하여, 리드머에서 그의 앨범이 최하점을 기록하는 등의 굴욕적인 결과를 남겼다.
Outsider에 대한 비판이 곡으로 이어진 경우도 종종 있었으며, 그 중 공식화된 것은 9단지 독서실 2집에 실린 〈캐간지〉란 곡과 지백이 발표한 Lose Control이었다. <캐간지>란 곡에 참여한 ABC-Row는 "존나 빠르게 존나 모르게 발리게 하면 되는 거야" / 안 들리는 Lyric 숨이 차는 호흡 아예 없는 Flow"라는 가사로 Outsider를 디스하였다. 반면 Lose Control은 Outsider의 스타일을 디스한 것이 아닌 그와 지백 간에 있었던 일에 기반하여 디스하였다. 아직 이 두 곡에 대한 Outsider의 맞대응이나 맞디스곡은 없었다.
대신, 그는 이런 전체적인 비판에 대해 자신은 "우리나라에서 랩을 가장 빠르게 하고, 좀 더 체계화 시켜서 하고 있을 뿐이지, 결코 제가 하는 속사포 랩이 ‘완성형이다’라는 게 아니다"라며 "발전해가는 과정이 쌓여가면서 점차 그런 이미지도 개선될 것이라고 생각한다"고 밝혔다. 또, 속사포 랩을 이슈화하여 인기몰이를 하는 것이라는 비판에 대해서는 인정하면서, 더 많은 이들이 내 음악에 귀기울이도록 내 장기를 전면에 내세운 것이라고 답하였다.

## 이슈

### 기네스 기록
위에서 언급하였듯, 그의 기록 도전이 처음 공식화된 것은 그가 Speed Star를 발매하기 전이다. 처음 9초 120음절을 한다고 밝혔던 그의 기록은, 2007년 2월 처음 그에 의해 "17.1음절/초"로 밝혀졌다. 비록 영국 기네스 기록원이 영어로 된 도전만 받는 관계로, 그의 기록은 세계 기록으로 인정받지 않았으나, 음절 수로만 따지면, 이는 2005년 1월 Ricky Brown aka No Clue가 세운 723음절/51.27초 (=14.1음절/초)를 능가하는 것이었다. Outsider가 기록을 세운 음원은 공개되지 않았다.
이 기록은 2007년 7월 기록에 새로이 도전한 Rebel XD가 세운 기록 852음절/42초 (=20.2음절/초)가 2008년 기네스 기록원에 의해 인정 받으면서 깨졌다. 이후, 정확히 언제인지는 밝혀지지 않았으나, Outsider는 21음절/초의 새로운 기록을 세워 다시 세계 기록을 차지했다. 이 음원 역시 공개되지 않았다. 재밌는 것은, 현재 세계 기록원에서 가장 빠른 랩 기록은 2008년 12월 스페인 래퍼 El Chojin이 세운 것으로, 그 기록이 921음절/58초 (=15.4음절/초)밖에 안 되어 Rebel XD와 Outsider의 기록에 한참 못 미치는 것은 물론, 영어가 아닌 스페인어로 하였음에도 불구하고 세계 기록으로 인정 받았다는 것이다. 이 두 가지 일의 이유는 알 수 없으나, 반드시 영어 기록이 아니어도 된다는 규칙이 깨진 것이어서, Outsider의 세계 기록 달성의 가능성을 조금이나마 열어두게 되었다.
한편, 그가 설령 수치 상으로 세계 기록을 세우더라도, 그를 실제로 세계 기록을 보아야할지에 대해서는 사람들의 의견이 엇갈린다. 그가 세계 기록에 적합하지 않다는 의견을 내세우는 이들은, Outsider의 랩이 미국의 유명 속사포 래퍼 Twista에 비해서 지속성이 떨어지며, 사실 한글은 영어보다 더욱 음절을 제한 시간 내에 많이 말하기 적합한 언어라는 근거를 들고 있다.

### 오버클래스 디스
Outsider는 2집의 첫 인트로 트랙 〈VJ 특공대〉에서 디스전을 일삼아 이슈거리를 만드는 힙합퍼들을 간접적으로 비판하였으며, 다음으로 이어지는곡 Zero to Hero를 통해 Verbal Jint와 Overclass를 디스하였었다. 이 곡이 있기 전 2007년 9월 버벌 진트가 무대에서 "'아' 자로 시작하는 속사포 래퍼 한 판 붙자!"라는 발언을 한 적은 있으나, 이 사건과 Zero to Hero 사이에는 큰 연계가 없어보였고, 더 이상 디스전으로도 번지지 않았다. 그리고 2010년 10월에 발매된 정규 3집인 주인공에서 OVC 소속 San E와 Rimi의 피처링으로 화해의 분위기로 가고 있다.

### 스나이퍼 사운드와의 갈등
2013년 7월 1일 아웃사이더는 스나이퍼 사운드의 전속계약 해지 신청과 함께 법원에 미정산금에 대한 청구소송을 제기했으며, MC스나이퍼 측 역시 아웃사이더를 상대로 소속사의 동의 없이 발매를 앞둔 4집에 대한 음반 활동 금지 가처분 신청을 제기, 맞소송에 나서며 그간 두 사람 사이의 깊어진 감정의 골이 수면 위에 드러났다. 특히 양 측은 모두 원만한 합의를 원하고 있다면서도 전속계약 및 미정산금 문제를 놓고 팽팽한 입장 차를 보이고 있어 갈등이 쉽사리 해결되지는 않을 전망이다. 아웃사이더 측은 관계자는 "그간 스나이퍼사운드와 1~3집을 내며 생긴 음반 및 음원 수익, 방송, CF, 행사 출연료, 저작권료 등을 계약서대로 정산을 받지 못했다"며 "현재 미정산금만 1억 원이 넘는다. 이와 관련 여러 차례 내용증명도 보냈지만 제대로 된 답을 듣지 못했고 이에 법적 소송으로까지 이르게 됐다"고 주장했다. 특히 이 관계자는 "정산금을 받고자 소장을 낸 것은 아니다. 정산하는 과정에서 깔끔하게 마무리 되지 못한 부분을 투명하게 정리하고 싶어서이다. 변호인을 통해서도 공식입장을 밝히겠지만 선후배 사이에 맞소송으로까지 불거지고 대외적으로 알려진 것에 대해서는 안타깝게 생각한다. 계약 이행에 대해서는 잘못한 부분이 없지만 도의적인 차원에서 문제가 되는 점이 있었다면 서로 잘 마무리하고 싶다"고 말했다.
그러나 MC 스나이퍼 측은 미정산금이 1억이 아닌 4000만원이며 이미 지급 의사를 전달했다고 반박하였으며, 아웃사이더가 아직 한 장의 앨범 계약이 남아있는 상황에서 동의 없이 음반 기획사를 설립하고 방송 출연 및 음반 출시 등의 독단적인 활동을 펼치고 있다고 덧붙였다. 이에 아웃사이더 측은 엠넷 '쇼미더머니' 출연 건과 관련해선 엠넷 측과도 협의 하에 최종 출연 여부에 대해 이야기를 했기 때문에 독단적으로 출연한 것이 아니며, 최근 아웃사이더가 설립한 아싸 커뮤니케이션즈는 기존에 있던 그의 레이블에 이름만 바꾼 것으로 기획사가 아닌 독립적인 사업체로 이 또한 MC스나이퍼 측에 이야기를 하고 진행했던 부분이라고 반박했다. 팬들은 항상 친한 선후배로 알려졌던 MC 스나이퍼와 아웃사이더 사이의 벌어진 이런 갈등에 당혹하는 반응이 많았다. 이후 정산금 조정을 위해 10월에 있었던 협상마저 결렬되면서 분쟁이 장기화되는 듯 보였으나, 2년 만인 2015년 3월 6일, 극적으로 분쟁이 합의되었는데, 아웃사이더가 MC 스나이퍼가 운영하던 기획사 스나이퍼 사운드에서 발표한 음원의 사용 권한을 갖는 내용 등으로 합의점을 찾았다고 하며, 관계자의 말에 따르면 “2차 조정까지 결렬됐지만 선배 뮤지션 및 가요 관계자들의 적극적인 중재와 권유로 3차 조정에서 MC 스나이퍼와 아웃사이더가 그간의 잘못과 오해를 서로 인정하고 극적인 합의에 이르렀다”고 한데 이어 “구체적인 합의 내용은 밝힐 수 없지만, 2년에 걸친 싸움으로 양쪽 모두 힘들었던 만큼 앞으로의 음악 활동을 위해 한 발씩 양보했다”고 밝혔다.

### CMYK와의 갈등
Big Sean의 Control 곡 반주에 수많은 래퍼들이 디스곡을 발표했던 "컨트롤 대란"에서, 8월 23일 CMYK (前 Sunday 2PM)의 지백은 아웃사이더를 디스하는 Lose Control이란 곡을 발표하였다. 이 곡에서 지백은 아웃사이더를 '대장놀이 오타쿠' '사기꾼' 등으로 지목하면서 "몰랐지 그땐 사무실 월세 내는 게, 매니저형 집 보증금이 내 투자금인게. 몇 천이라던 투자금이 단 오백이었던게. 당연한 줄 알았던 그 형제란 핑계" 등의 가사로 디스하였다. 이어 26일에는 데피닛이 Out of Control이란 곡으로 다시 아웃사이더를 디스하였는데, "니 친구가 빼돌려 준 정산서를 들췄더니 자꾸만 늘어나는 투자금" 등 아웃사이더가 자신들을 속였다는 내용이 주를 이루었다. 이에 대한 아웃사이더의 반격곡은 없었으며, "인신공격이고 말이 안 되는 얘기"라며 "과거에 합의되었던 부분을 괜히 들추어냈다"며 반격을 할 가치가 없다고 못 박았다.

## 이름
- 아웃사이더(Outsider)는 그가 쓰는 예명으로, 아웃사이더가 동대문운동장역에서 친구와 대화 중 강산에의 〈아웃사이더〉라는 곡이 떠올라 지은 예명이다. 스스로가 "타인과, 자기 자신과 제대로 소통하지 못하는 모든 사람들" 중 한 명이며, "그런 아웃사이더들의 상처를 어루만져주고, 서로의 아픔을 나눌 수 있는 음악을 해보자라는 의미"를 가지고 있다.[18]